# Адріан Ескудеро
Адріан Ескудеро (ісп. Adrián Escudero, нар. 24 листопада 1927, Мадрид — пом. 7 березня 2011, Мадрид) — іспанський футболіст, що грав на позиції нападника. По завершенні ігрової кар'єри — футбольний тренер.
Протягом усієї кар'єри виступав за мадридське «Атлетіко», ставши найкращим бомбардиром за всю історію клубу, забивши у чемпіонаті Іспанії 150 м'ячів, також забивав у кубку Іспанії 17 разів. Крім того зіграв три матчі за національну збірну Іспанії.

## Клубна кар'єра
Народився 24 листопада 1927 року в Мадриді. Вихованець футбольної школи клубу «Медіодія», після чого наприкінці 1945 року перейшов в «Атлетіко». Дебютував у Ла-Лізі 27 січня 1946 року в матчі проти «Барселони» (1:2). Згодом з «матрасниками» Адріан двічі поспіль виграв чемпіонат Іспанії (1949/50 і 1950/51), а також одного разу виграв Кубок Еви Дуарте.
Крім того, Ескудеро також увійшов в історію клубу як гравець, який забив ювілейний 1000-й гол «Атлетіко». Це був гол у матчі «Сельта» — «Атлетіко» (3:2) і Адріан забив на 88 хвилині матчу зі штрафного.
6 січня 1955 року «Атлетіко», провів для Ескудеро прощальний матч проти австрійського «Вінер Шпорт-Клуба», хоча він ще не закінчував кар'єру.
У 1956 році «Атлетіко», завдяки голам Адріана, дійшов до фіналу Кубка Короля.
Завершив кар'єру в 1958 році, зігравши до того часу в чемпіонаті Іспанії 287 матчів і забивши 150 м'ячів. А у всіх офіційних матчах він забив 170 м'ячів.

## Виступи за збірну
7 грудня 1952 року дебютував в офіційних матчах у складі національної збірної Іспанії в товариській грі проти збірної Аргентини (0:1). 17 березня 1954 року, у своєму другому матчі за «фурію роху», Ескудеро забив гол у ворота збірної Туреччини (2:2) в рамках відбору на чемпіонат світу 1954 року. 3 червня 1956 року зіграв свій третій і останній матч за збірну, вийшовши на поле в товариській грі проти португальців (1:3).

## Кар'єра тренера
Після завершення кар'єри, працював у юнацькій команді «Атлетіко», яку тренував протягом багатьох років. А 1964 року навіть недовго очолював тренерський штаб першої команди «Атлетіко», керувавши командою в одному матчі чемпіонату — 5 січня проти «Понтеведри» (3:2).
У сезоні 1967/68 працював з клубом «Бадахос» у Сегунді.
Помер 7 березня 2011 року на 84-му році життя в Мадриді.

## Титули і досягнення
- Чемпіон Іспанії (2):

«Атлетіко»: 1949–50, 1950–51
- Володар Кубка Еви Дуарте (1):

«Атлетіко»: 1951